# Rectoria (Borredà)
La Rectoria és una obra del municipi de Borredà (Berguedà) inclosa en l'Inventari del Patrimoni Arquitectònic de Catalunya.

## Descripció
Casa entre mitgeres de planta baixa i tres pisos superiors, actualment restaurada per complet. La façana presenta una senzilla distribució d'obertures molt usual als habitatges del barroc en els nuclis urbans. La planta baixa amb la porta allindada i una finestra al costat marca el model que es repeteix a la zona superior. El parament és de pedra irregular unides amb morter. Els carreus de les llindes són ben escairats i de grans dimensions. Algunes d'elles hi trobem gravades algunes dates. La coberta és de teula àrab.

## Història
La primera rectoria de Borredà era situada a la plaça del padró o placeta però al segle xviii el rector Jaume Palmerola, impulsor de les obres de l'església i de l'hospital de pobres, va traslladar-la a l'indret actual, amb el permís de l'abat de Ripoll. Comprà una casa vella (del segle xvii) i la va reformar totalment bastint l'actual edifici, conservant però la planta baixa. a la finestra hi ha encara la data de 1694.